# Medos
Segons la mitologia grega, Medos (en grec antic: Μηδος), va ser un heroi, fill d'Egeu i de Medea, però de vegades se'l considera fill d'un rei de l'interior d'Àsia, amb el que es va casar Medea després de ser desterrada d'Atenes, quan es va descobrir que conspirava contra Teseu. De vegades Medos és fill de Dionís i d'una nimfa d'Àsia, Alfesibea. En les tres versions, Medos és l'epònim dels Medes. Una tradició diu que el centaure Quiró el va instruir en l'art de fer la guerra.
Medos i la seva mare, al fugir d'Atenes, es van veure aturats per una tempesta i van anar a parar a les costes del seu besoncle Perses. Un oracle havia dit a Perses que desconfiés dels descendents d'Eetes, i Medos, que coneixia la profecia, va amagar la seva veritable identitat quan va ser detingut i conduït pels soldats davant Perses, dient-li que era Hípotes, fill del rei de Tebes, Creont, i que anava a la recerca de Medea per castigar-la per haver matat Creont i Creüsa. Perses va voler investigar més i el va fer empresonar. Mentrestant el país va viure un període de males collites i de fam. Medea va arribar a la cort de Perses amb un carro tirat per dracs, i es va fer passar davant del seu oncle per una sacerdotessa d'Àrtemis que venia a deslliurar el país de la fam. El rei no va desconfiar, i li va dir que tenia presoner Hípotes, fill del rei de Tebes. Medea va dir que li lliuressin, va reconèixer el seu fill i li va donar una arma amb la que va matar Perses. Després Medos va regnar al seu lloc. Va anomenar Mèdia al país, a partir del seu nom.